# Инлеји и онлеји
Инлеји и онлеји су зубне надокнаде које се израђују у случајевима када је каријес превише разорио круну зуба и када се, након уклањања каријесних маса, добијени кавитет не може на задовољавајући надокнадити класичном пломбом (било од амалгама или композита). У зависности од величине, тј. од раширености кавитета који је настао после уклањања каријеса, разликују се два облика ових надокнада:
- инлеји - који захватју максимално две површине зуба и
- онлеји - који захватају три и више површина на зубу.

Инлеји и онлеји се данас најчешће израђују од керамике или композита, док су се некада израђивали од злата. Главна разлика између њих и класичне пломбе јесте, поред материјала од кога се израђују, и то што се ове надокнаде израђују ван уста пацијента. Због тога су за њихову израду неопходне најмање две посете стоматологу. 
Током прве посете се уклања каријесно измењено ткиво и зуб се припрема за инлеј/онлеј. Након тога се узима отисак обе вилице. На основу отиска техничар у лабораторији израђује гипсани модел на коме прави инлеј/онлеј, водећи рачуна да се правилно уклопи у припремљени кавитет и према суседним зубима и зубима из супротне вилице, како се не би нарушила оклузија. Осим тога, води се рачуна и о боји надокнаде (ако се израђује од керамике или композита), како би естетски била што приближнија природним зубима. У другој посети стоматолог испробава да ли инлеј или онлеј задовољава све прописане захтеве и ако је све у реду врши његово цементирање у припремљени кавитет.
Приликом препарације кавитета каријесног зуба води се рачуна да након овог поступка остане довољно зубне супстанце, односно да зидови кавитета имају довољну дебљину да издрже силе које настају током жвакања. Уколико то није могуће, онда се избегава прављење инлеја/онлеја и оштећени зуб се надокнађује прављењем крунице или на неки други начин.